# Temporada 1951-1952 del Club Joventut Badalona
La temporada 1951-1952 va ser la 13a temporada en actiu del Club Joventut Badalona des que va començar a competir de manera oficial. En aquesta temporada va ser subcampió de la Copa del Generalíssim, i es va proclamar campió del XXVII Campionat de Catalunya.

## Resultats
Campionat d'Espanya - Copa del Generalíssim
El Joventut va ser finalista d'aquesta edició de la Copa del Generalíssim. A quarts de final va eliminar el CM Pedro Cerbuna de Saragossa, i a semifinals va eliminar el Canoe madrileny. La final es va disputar a la plaça de braus d'Alacant i es van necessitar dues prórrogues per desfer l'empat entre el Joventut i el Reial Madrid CF, resultant guanyador l'equip madrileny per 43 a 41.
Campionat de Catalunya
El Joventut es va proclamar campió del Campionat de Catalunya per segona vegada, després d'haver-ho aconseguit la temporada 1948-49.

## Plantilla
La plantilla del Joventut aquesta temporada va ser la següent:
| Club Joventut Badalona: plantilla 1951-52 |
| Jugadors                                  |
| Marcel·lí Maneja                          |
| Josep Gubern                              |
| Josep Brunet                              |
| Andreu Oller                              |
| Josep Massaguer                           |
| Jaume Bassó                               |
| Eugeni Espiga                             |
| Jaume Fajeda                              |
| Jordi Masferrer                           |
| Jordi Parra                               |
| Julio Canals                              |
| Quico Martínez                            |
| Entrenador                                |
| Josep Grau Mas                            |